# ムラサキシメジ
ムラサキシメジ（紫占地・紫湿地、学名: Lepista nuda）は、南米を除く世界中に分布する Clitocybaceaeムラサキシメジ属の担子菌の一種。中型から大型のキノコ。和名の由来は、シメジのような姿で、全体に紫色であることから名付けられている。食用キノコとされるが、生食すると中毒を起こすため注意が必要である。地方により、アケビタケ（青森県）、ゴンドカブリ、アオッコ（秋田県）、ムラサキヌイト、フジタケ（兵庫県）などの方言名でよばれている。

## 分布・生態
日本各地と小アジア、ヨーロッパ、北アメリカなどの北半球一帯と、オーストラリアに分布する。
落葉を白色腐朽する落葉分解菌のキノコ。日本では秋から晩秋のころ、主にコナラ、ナラなどの落葉広葉樹林や竹藪、雑木林などの林床で群生し、しばしば菌輪を作って落ち葉の上に列状または円弧を描いて発生する。落ち葉がたくさん堆積しているような場所で見られる。腐生菌（腐生性）。菌糸層は落葉層の粗腐植層部分に広がり、ふだんは菌糸の表面から酵素を出し、落ち葉を分解して栄養を吸収して生活している。菌根は形成しない。子実体は菌糸層の縁から10 - 15 cm 内部に発生する。毎年ほぼ同じ位置に子実体が1列に並んでよく発生するが、落葉に埋もれて見つけにくい。

## 形態
子実体は傘と柄からなる。傘は径3.5 - 10センチメートル (cm) 。初期には半球形からまんじゅう形で縁が内側に巻くが、やがて丸山形になり後には平らに開く。傘表面は初期の色は美しい紫色だが、傘が開くと徐々に色あせ、淡い紫色から灰白色や淡褐色になる。中心は少し茶色みを帯びる。傘表面はベルベットのような質感になる。断面も紫色。傘裏のヒダの色は美しい薄紫色で、胞子が熟して老成しても褐色を帯びずに色褪せない。ヒダの並び方は密で、柄に湾生から直生、やや垂生する。
柄は中実で、長さ4 - 8 cm、太さ5 - 15ミリメートル (mm) 、比較的短くて太い。傘とほぼ同色かやや淡色で表面は繊維状。柄は円柱状で根元はやや膨らんでいるが、成長すると膨らみは少なくなる。傘肉もヒダも薄紫色を帯びる。やや土臭みを帯びる。
担子胞子は5 - 8 × 3 - 4.5マイクロメートル (μm) の楕円形で微細な突起に覆われ、非アミロイド性。胞子紋は淡黄色。

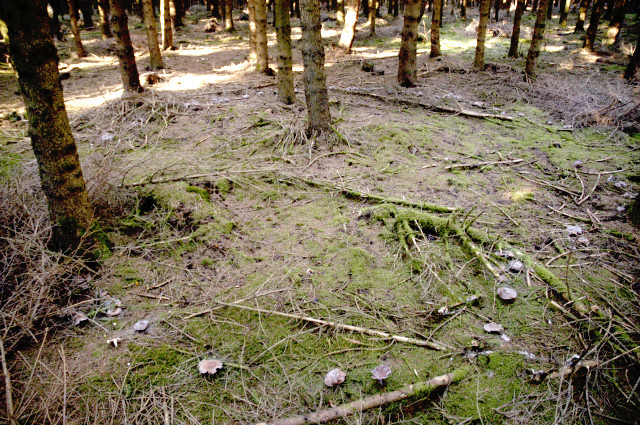
円弧状に発生した子実体
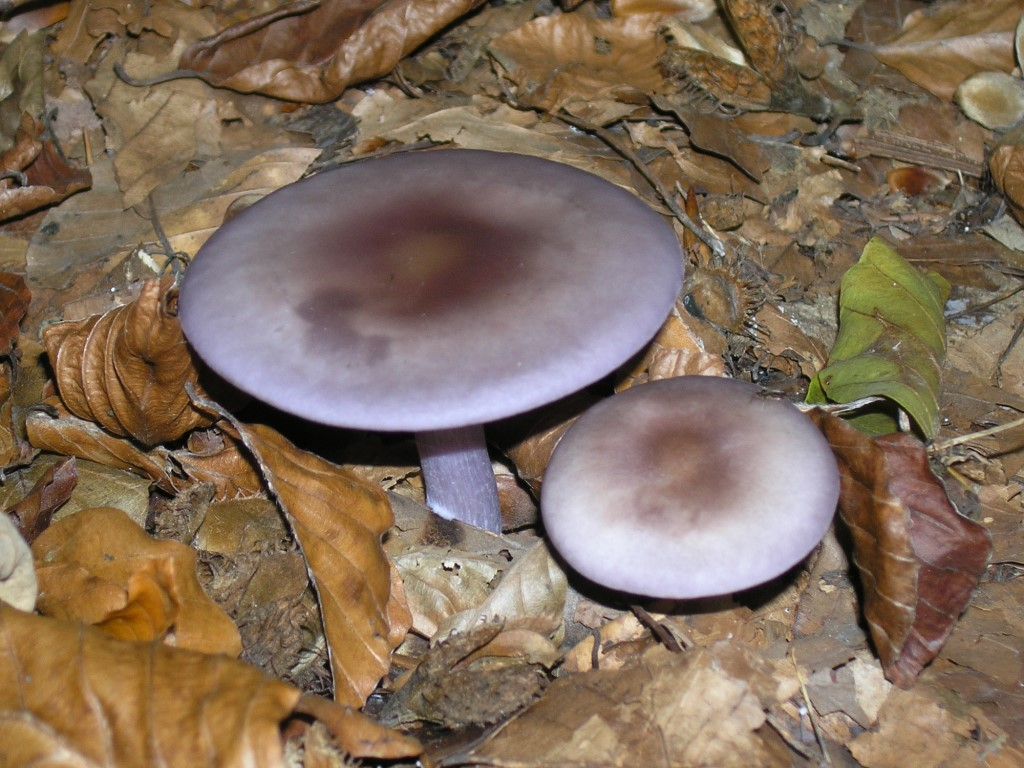
傘は紫色で中心が褐色を帯びる
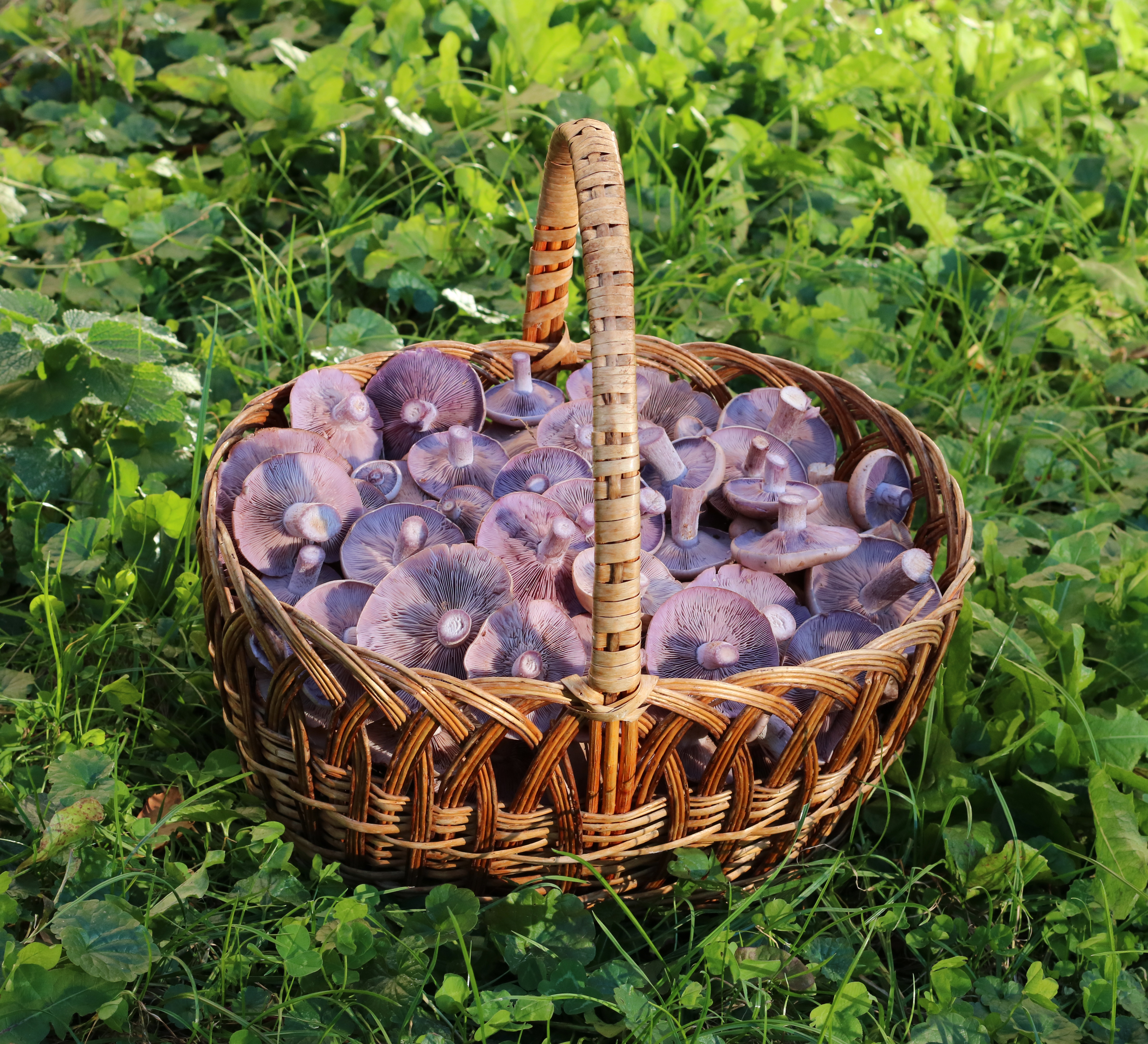
採取されたムラサキシメジ

### 類似するキノコ
近縁種にコムラサキシメジ (Lepista sordida) がある。コムラサキシメジは、夏場に発生する食用されるキノコで、畑の敷き藁や堆肥置き場、道端、芝生などに群生する。傘は薄紫色で漏斗形に開いて縁が波打ち、ヒダはムラサキシメジよりも粗く垂生する。肉はムラサキシメジのほうが厚い。名前の似ているイヌムラサキシメジ (Clitocybe cyanophaea) は同科カヤタケ属に属する。
フウセンタケの仲間 (Cortinarius) に似たものがあるが、ツバの有無、ヒダが褐色にならないことで区別する。
よく似た毒キノコに、ウスムラサキシメジ（Lepista graveolens）があるので、注意が必要である。ウスムラサキシメジは、ムラサキシメジの紫色を薄くしたようなキノコで、老成しても褐色を帯びないムラサキシメジに対して、老成したウスムラサキシメジでは褐色を帯びることで区別できる。柄はスが入って中空になりやすいことも、柄が中実であるムラサキシメジとの相違点である。酒と一緒に誤食すると、舌がもつれたり、手足がしびれて歩行困難になるなど神経系の中毒を引き起こす。

## 食用・毒性
口当たりが良く、味、歯ざわりともに優れ、茹でこぼしてから煮物、鍋物、ホイル焼き、和え物、天ぷら、炒め物、すき焼き、吸い物、けんちん汁、酢の物など幅広く用いられる。どんな調理法にも向き、火を通しても特徴的な紫色はそのまま残る。肉質に頼りなさはあるものの、つるっとした喉ごしと、キノコらしい香りが口の中で感じられる。傘が開くと若干の土臭さや粉臭くなることが多いので、傘が開ききる前の紫色の濃い若い個体を採取する。ほこり臭さを感じるときは、ごま油を使って炒めると良いといわれる。
古くから食用とされているが、生食すると中毒を起こすとの報告がある。生で食べたときに起こりやすい中毒症状として、食後数十分から24時間の間に、悪寒、吐き気、下痢などの胃腸系の中毒を起こすことが知られているが、たいていは2 - 3日ほどで回復する。毒成分は不明とされるものの、殺昆虫活性を持つタンパク質やステロール類を含むことが知られている。
ヨーロッパでは古くから食用にされ、栽培も行われている。長野県ではうどんの具にするという。

## 栽培
落葉分解菌であるので原木栽培はされず、日本では一部で菌床栽培が行われるが、エノキタケ、ナメコの様な空調管理型の栽培は行われず、林間栽培や菌床を伏せ込んで覆土する野外栽培がされる。菌床培地基材にはバーク堆肥または腐葉土を利用し、増量剤として「籾殻」「廃ほだ」「広葉樹おが粉」を2-3割加える。栄養材はコメ糠またはフスマを用いる。
- 広葉樹林の地面にバーク堆肥を敷き、菌床はバーク堆肥や腐植等で伏せ込みをし、それら埋設資材に菌糸を伸長させて人為的にしろを形成させる方法で、菌糸が落葉を分解し自然に近い状態のしろを形成させることで、子実体を発生させる。